# Procuraduría General de la República (El Salvador)
La Procuraduría General de la República de El Salvador, de acuerdo a su ley orgánica, es una institución que forma parte del Ministerio Público, de carácter permanente e independiente, con personalidad jurídica y autonomía administrativa y financiera, cuya misión es "brindar asesoría, asistencia legal y psicosocial a todas las personas que lo requieran, velando por la defensa de la familia, mujer, niñez y adolescencia, personas con discapacidad, adultas mayores y otros grupos poblacionales en condición de vulnerabilidad; representarlas judicial y extrajudicialmente en defensa de la libertad individual, derecho a una vida libre de violencia, derechos patrimoniales, derechos laborales; brindar servicios de mediación y conciliación, con un enfoque de Derechos Humanos, de inclusión y no discriminación.".
El procurador general de la República es elegido por la Asamblea Legislativa de El Salvador para un período de tres años, con posibilidad de ser reelegido.

## Historia
En la Constitución salvadoreña de 1886 fue establecido el nombramiento, por parte de la Corte Suprema de Justicia, de “Procuradores de Pobres de la Capital y subalternos de su oficina”. Años después, la Constitución de 1939 creó el Ministerio Público o Fiscal cuyo titular sería nombrado por el Poder Ejecutivo y su jurisdicción estaría “bajo la inmediata dependencia del Ministerio de Justicia”. El primer funcionario fue nombrado por el presidente Maximiliano Hernández Martínez en 1940, y tenía su oficina en el Palacio Nacional. Para 1946 fue traslada en las cercanías de la Plaza Libertad.
La Constitución de 1950 instituyó que el Ministerio Público fuera ejercido por el fiscal general de la República y el procurador general de Pobres, ocupando de esta manera el mismo concepto de 1886. Para 1953 la sede estaba ubicada sobre la 2.ª avenida norte de la capital. Por otro lado, el presidente en funciones, Óscar Osorio, estableció competencias propias del sistema educativo a la Procuraduría General de Pobres al otorgar una beca de estudios. Para 1956 la institución se encontraba en el costado norte del Parque Infantil, ocupando su primer edificio propio.
A inicios de los años 1960 la entidad fue trasladada al Barrio San Jacinto, y durante el gobierno de Fidel Sánchez Hernández sería nombrada por primera vez una mujer al frente de la institución. Para el ejercicio de Arturo Armando Molina, la Procuraduría General de Pobres pasó al Centro de Gobierno capitalino. Hecho trágico fue el asesinato del procurador Mario Zamora Rivas en 1980, precisamente en los albores de la guerra civil de El Salvador.
La nueva Constitución de 1983 estableció que el Ministerio Público fuera conformado por el fiscal general de la República y el procurador general de la República, a quienes se agregaría el procurador para la Defensa de los Derechos Humanos en 1991. Asimismo, cambió el hecho de que su nombramiento correspondería  a la Asamblea Legislativa y no al Presidente de la República. Por otro lado, el terremoto de 1986 destruyó la sede de la institución y sería hasta los años 1990 que ocuparía su actual asiento en el antiguo edificio de la Administración Nacional de Telecomunicaciones (ANTEL).